# Rumex subtranianus
Rumex subtranianus är en slideväxtart som beskrevs av Freyn & Sint.. Rumex subtranianus ingår i släktet skräppor, och familjen slideväxter. Inga underarter finns listade i Catalogue of Life.